# 变绿异燕麦
变绿山燕麦（学名：Helictotrichon junghuhnii）变绿异燕麦，为禾本科山燕麦属下的一个植物种。